# Gayniggers from Outer Space
Gayniggers from Outer Space (en español, Negros maricones del espacio) es un corto de ciencia ficción dirigido por el director cinematográfico, DJ y cantante danés Morten Lindberg en 1992. Se trata de una sátira de las películas de Blaxploitation y de ciencia ficción.

## Trama
La película trata sobre la nave espacial Ringmusculaturus II y su tripulación, compuesta exclusivamente de homosexuales negros, que, procedentes del planeta Anus, llegan a la Tierra, donde, para su horror, se encuentran por primera vez con mujeres. En consecuencia son encargados por el presidente de la Federación Intergaláctica de Planetas Gais de teletransportarse a la Tierra para recoger más información sobre las mujeres.
Las mujeres se muestran como criaturas molestas, caprichosas y chillonas, que generan mal ambiente e incluso hacen llorar a los hombres, de forma que a los «anusianos» no les queda más remedio que eliminarlas con sus armas de rayos. Los hombres terrícolas les están infinitamente agradecidos. La película, que empieza en blanco y negro, como El mago de Oz de 1939, acaba en color. Según el director Morten Lindberg esto es un «efecto especial dramático» que sirve para ilustrar la «liberación del mundo de las malvadas mujeres». Los «anusianos» dejan un embajador en la Tierra, que deberá enseñar a los terrícolas la auténtica vida homosexual.

## Tripulación de la Ringmusculaturus II
- ArmInAss,[nota 3] es un graduado de la escuela de agentes gais Gay Agent school; interpretado por Coco P. Dalbert.
- Capitán B. Dick,[nota 4] es un líder sabio y con experiencia; interpretado por Sammy Saloman.
- D. Ildo,[nota 5] es un experto en manipulación genética; interpretado por Gerald F. Hail. Ildo se convierte más tarde en embajador en la Tierra, después de que su cuerpo haya sido transformado. El embajador es interpretado por Johnny Conny Tony Thomas.
- Sargento Shaved Balls,[nota 6] técnico y colaborador del capitán B. Dick; interpretado por Gbatokai Dakinah.
- Sr. Schwul,[nota 7] es el ingeniero jefe que habla alemán; interpretado por Konrad Fields.

## Contexto
Morten Lindberg filmó la película bajo el seudónimo Master Fatman. Gayniggers from Outer Space fue estrenada el 23 de febrero de 1993 en el NatFilm Festival de Copenhague. La película también fue mostrada en 2006 en el festival de cine LGBT de Estocolmo, Stockholm queer filmfestival.
Un grupo de activistas de internet, a menudo denominados como troles, la Gay Nigger Association of America, ha tomado su nombre de la película. Aquellos que quieren integrarse en el grupo deben ver la película en su totalidad.